# 中子活化分析
中子活化分析（英語：Neutron Activation Analysis）是一种物理分析技术，通常可用来检测以毫克及以下含量出现在试验样品中的许多元素。在中子活化分析中，样品容易受到核反应器中热中子通量的影响，样品中的某些中子被核素俘获形成原子序相同，但质量数较高的核素。这新形成的核素辐射伽玛射线，可借助伽玛射线波谱仪利用辐射的伽玛射线来识别存在的元素。另外这种技术也可利用带电粒子如质子或α粒子而采用放射性分析。